# پیتر استتینا
پیتر استتینا (انگلیسی: Peter Stetina؛ زادهٔ ۸ اوت ۱۹۸۷) دوچرخه‌سوار اهل ایالات متحده آمریکا است.
از باشگاه‌هایی که در آن بازی کرده‌است می‌توان به تیم ترک-سگافردو، کنندیل–دراپاک، و کنندیل–دراپاک، و تیم بی‌ام‌سی اشاره کرد.